# Chulucanas Alto
Chulucanas Alto es un caserío peruano ubicado en el distrito de El Carmen de la Frontera, perteneciente a la provincia de Huancabamba del departamento de Piura, al norte del Perú. 

## Ubicación
Chulucanas Alto se ubica al noroeste de la provincia de Huancabamba, en el distrito de El Carmen de la Frontera, en el departamento de Piura.

## Demografía
En 2017 Chulucanas Alto tenía una población de 192 habitantes.
| Gráfica de evolución demográfica de Chulucanas Alto entre 1993 y 2017 |
|                                                                       |
| Fuentes: Población 1993 y 2017                                        |